# 加利福尼亚人口结构
加利福尼亚州是美国人口最多的州，截至2019年7月1日，该州估计人口为3951万。该州有来自各种族群、种族和宗教背景的人。

## 人口
| 调查年             | 人口       | 备注 | %±     |
| ------------------ | ---------- | ---- | ------ |
| 1850               | 92,597     |      | —      |
| 1860               | 379,994    |      | 310.4% |
| 1870               | 560,247    |      | 47.4%  |
| 1880               | 864,694    |      | 54.3%  |
| 1890               | 1,213,398  |      | 40.3%  |
| 1900               | 1,485,053  |      | 22.4%  |
| 1910               | 2,377,549  |      | 60.1%  |
| 1920               | 3,426,861  |      | 44.1%  |
| 1930               | 5,677,251  |      | 65.7%  |
| 1940               | 6,907,387  |      | 21.7%  |
| 1950               | 10,586,223 |      | 53.3%  |
| 1960               | 15,717,204 |      | 48.5%  |
| 1970               | 19,953,134 |      | 27.0%  |
| 1980               | 23,667,902 |      | 18.6%  |
| 1990               | 29,760,021 |      | 25.7%  |
| 2000               | 33,871,648 |      | 13.8%  |
| 2010               | 37,253,956 |      | 10.0%  |
| 2019年估计         | 39,512,223 |      | 6.1%   |
| Sources: 1910–2010 |            |      |        |

加利福尼亚州是北美人口最多的次国家实体。如果加利福尼亚州是一个独立的国家，它的人口将排在世界第34位。它的人口比加拿大和澳大利亚多。它的人口比人口第二大的州德克萨斯州多1/3。加利福尼亚在1962年超过纽约成为人口第一大的州。加利福尼亚的人口增长在21世纪急剧放缓。在2010年，该州是人口前五的县城为洛杉矶县、圣地亚哥县、奥兰治县、里弗赛德县和圣贝纳迪诺县，里弗赛德县的人口增长率最高。截至2010年，加利福尼亚州最大的都市区域是洛杉矶、旧金山-奥克兰-圣何塞、圣地亚哥、里弗赛德-圣贝纳迪诺，以及萨克拉门托。从2006年到2016年，该州因移民到其他州（其中多数迁往德克萨斯州）而净人口减少了约100万人，但由于海外移民，出生人数多于死亡人数，该州人口继续增长。
截至2006年，加州的人口估计为37,172,015人，占美国人口的12%还多。这包括自上次人口普查1,557,112人（即出生2,781,539人减去死亡1,224,427人）之后的自然增长，以及净移民751,419人造成的增长。移民净增加1,415,879人，从美国境内移民净减少564,100人。加利福尼亚州是增长最快的第13个州。截至2008年，总生育率为2.15。

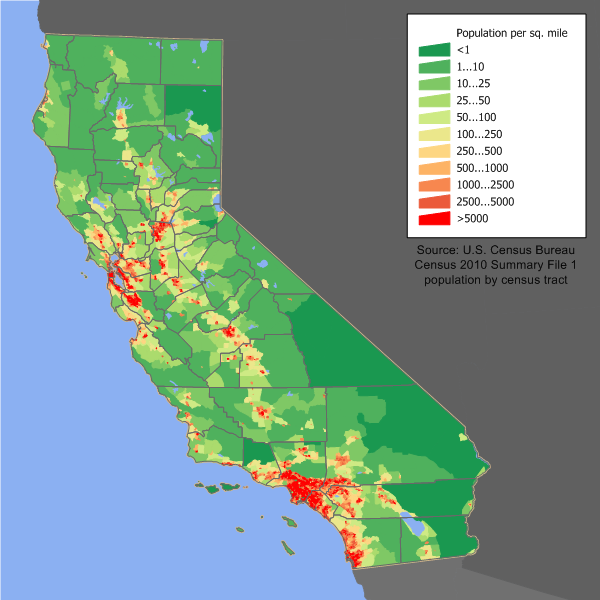
人口密集度

加利福尼亚州的人口中心位于克恩县 35°27′49″N 119°19′31″W / 35.463595°N 119.325359°W，靠近沙夫特镇。
没有任何单一族裔占加州人口的大多数，该州是少数族裔占多数的州。西班牙语族裔（任何种族）是该州最大的单一种族群体。西班牙语是该州第二广为使用的语言。西班牙语人口特别多的地区包括洛杉矶大都会区、圣地亚哥县和因皮里尔县的加利福尼亚-墨西哥边境县以及圣华金谷。近43%的加州居民在家里说的不是英语，这一比例远远高于其他州。
2011年，预计有260万非法移民居住在加州。加州是美国近25%的非法移民人口的家园，占加州居民总数的6%。加州三分之二的非法移民人员已经在加州生活了超过10年。
2011-12学年，加州约52%的公立学校学生自称为西班牙裔或拉美裔，26%为非西班牙裔高加索人。其余的全州公立学校学生群体由以下种族组成：亚洲人（11%）、非裔美国人（7%）、美洲原住民（0.7%）和太平洋岛原住民（0.6%）。混血学生约占公立学校学生数的2%。自2010年以来，拉美裔已经占据了该州公立学校的大多数。洛杉矶联合学区是加州最大的学区，也是全美第二大学区，73%为西班牙裔，10%为非裔美国人，9%为非西班牙裔高加索人，6%为亚裔，0.5%为美洲原住民，0.4%为太平洋岛原住民。

### 国内净移民
| 年份 | 移入    | 移出    | 净移民   |
| ---- | ------- | ------- | -------- |
| 2010 | 444,749 | 573,988 | –129,239 |
| 2011 | 468,428 | 562,343 | –93,915  |
| 2012 | 493,641 | 566,986 | –73,345  |
| 2013 | 485,477 | 581,679 | –96,202  |
| 2014 | 513,968 | 593,308 | –79,340  |
| 2015 | 514,477 | 643,710 | –129,233 |
| 2016 | 514,758 | 657,690 | –142,932 |
| 2017 | 523,131 | 661,026 | –137,895 |
| 2018 | 501,023 | 691,145 | –190,122 |

## 种族/族裔构成
加利福尼亚的种族和族裔构成，排除拉美裔(2018)
 NH=非拉美裔
据2018年美国人口普查局估计，加州人口组成为59.5%白人（36.6%非西班牙裔白人）、14.7%亚裔、13.8%其他种族、5.8%黑人或非裔美国人、0.8%美洲原住民和阿拉斯加原住民、0.4%的太平洋岛原住民、5.1%来自两个或两个以上种族。白人人口仍然是最大的种族，因为拉美裔大多数认为自己是白人（58.2%），其他人认同自己是其他族裔（34.4%）、多族裔（5.1%）、黑人（0.7%）、美洲印第安人和阿拉斯加土著人（1.1%）、亚洲人（0.5%），夏威夷和太平洋岛原住民（0.1%）。按种族划分，总人口的39.3%是拉美裔（任何种族），60.7%是非拉美裔（任何种族）。如果不考虑种族类别，拉美裔是加州最大的种族。
2015年，加利福尼亚州是美国少数族裔人口最多的地区。非拉美裔白人从1970年占该州人口的76.3%-78%下降到2018年的36.6%。少数族裔人口占3亿美国居民的1.007亿，占全国总人口的20%（2008年）。加州拥有各州中人数最多的亚裔美国人、也是亚裔占比例第二高的州。只有夏威夷的亚裔美国人比例高于加利福尼亚。虽然新墨西哥州和德克萨斯州的拉美裔比例较高，但加利福尼亚州的拉美裔总人数却是美国各州中最多的。拉美裔是该州最大的族裔。
加利福尼亚人群的祖先大多数是墨西哥人（25%）、德国人（9%）、爱尔兰人（7.7%）、英国人（7.4%）和意大利人（5.8%）；加利福尼亚还有其他65种族裔，其中包括阿尔巴尼亚人、澳大利亚人、加拿大人、海地人和索马里人。洛杉矶和旧金山都有大量有英国、法国、意大利、德国、俄罗斯和斯堪的纳维亚血统的居民。
加利福尼亚州是美国白人人口最多的州（但并不占加州人口的多数），截至2010年人口普查，加州共有21,453,934名居民。该州拥有美国第五多的非裔美国人，预计有2,299,072名居民。加州的亚裔人口估计为490万，约占美国1,500万亚裔人口的三分之一。加州285,512的美国原住民人口在全国排名第三，仅次于亚利桑那州和俄克拉荷马州。
| 按人种                                                                  | 白人   | 黑人   | AIAN* | 亚裔   | NHPI*  |
| ----------------------------------------------------------------------- | ------ | ------ | ----- | ------ | ------ |
| 2000（总人口）                                                          | 79.75% | 7.65%  | 1.99% | 12.39% | 0.69%  |
| 2000 （只计算拉美裔）                                                   | 30.79% | 0.61%  | 0.85% | 0.45%  | 0.13%  |
| 2005 （总人口）                                                         | 79.07% | 7.45%  | 1.93% | 13.47% | 0.71%  |
| 2005 （只计算拉美裔）                                                   | 33.59% | 0.67%  | 0.84% | 0.47%  | 0.13%  |
| 2000-05增长（总人口）                                                   | 5.76%  | 3.90%  | 3.58% | 16.01% | 10.13% |
| 2000-05增长（只计算非拉美裔）                                           | -0.91% | 2.80%  | 1.87% | 16.18% | 9.65%  |
| 2000-05增长（只计算拉美裔）                                             | 16.35% | 16.48% | 5.87% | 11.68% | 12.29  |
| *AIAN指美洲印第安人或阿拉斯加原住民；NHPI指夏威夷原住民或太平洋岛原住民 |        |        |       |        |        |

自2000年美国人口普查以来，加利福尼亚州成为了美国历史上第二个非白人占多数的州（自1959年夏威夷州成立以来），自2014年以来，成为第一个拉美裔占多数的州（拉美裔人数超过了其他种族/族裔群体）。媒体讨论了拉美裔在21世纪成为多数的可能性，这是自1850年加州淘金热（1848-149）期间大量的英美移民压缩西班牙语裔人数到20%以来的第一次突破。

### 白人/欧洲人

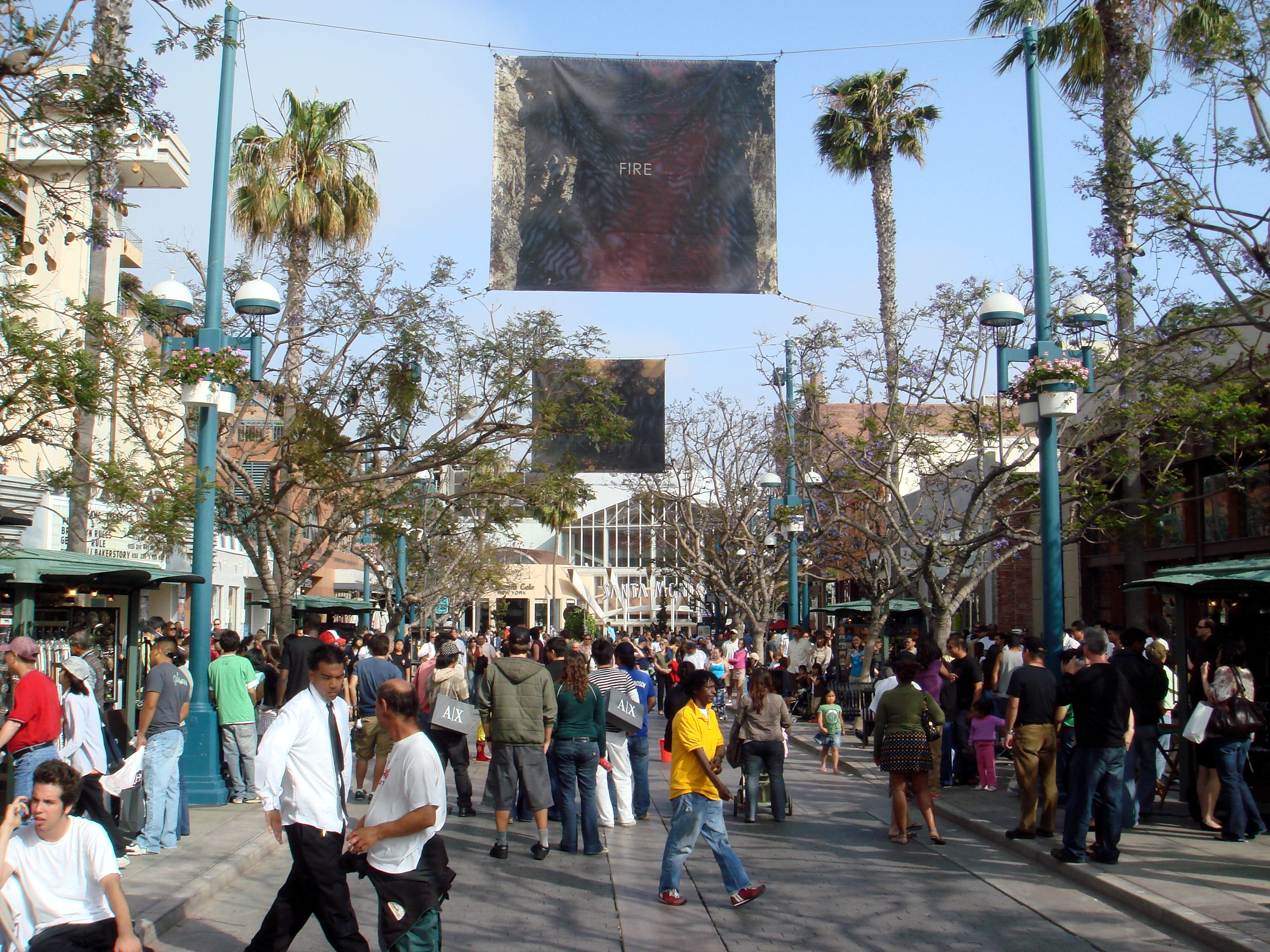
在圣莫尼卡第三大街散步的行人。

加利福尼亚州是所有州中欧裔美国人最多的州。例如，2000年，加州的保加利亚裔美国人、罗马尼亚裔美国人和匈牙利裔美国人比美国其他任何州都多。洛杉矶和旧金山有大量的俄裔美国人或俄罗斯人，以及乌克兰裔美国人；19世纪末移民建立的德语、爱尔兰语、意大利语、英语和波兰语社区有着悠久的历史。还有许多英美裔、爱尔兰裔美国人和法裔美国人，他们的祖先最初是49年移民，也被称为加州淘金热移民。
加利福尼亚州拥有超过100万居民，他们都有西班牙或葡萄牙血统，这些社群沿着加州沿海地区分布，如圣地亚哥、长滩、卡马里洛、圣克拉拉谷（包括库比蒂诺、吉尔罗伊和圣何塞）、萨利纳斯谷、圣玛利亚谷和圣华金谷。一小批丹麦、荷兰和瑞典移民在19世纪末在斯托克顿附近建立了拉瑟洛普（Lathrop）、在洛杉矶附近建立阿特西亚（Artesia）、在弗雷斯诺以南建立金斯堡（Kingsburg）、在圣巴巴拉以北建立索尔万格（Solvang）等城镇，斯韦达尔的私人社区位于圣何塞以南15英里处，完全由瑞典裔美国爱国联盟成员居住。19世纪早期俄美公司统治下的俄罗斯人小殖民地位于罗斯堡、卡利斯托加和索诺马和纳帕县的俄罗斯河谷。在莫德斯托附近的奥克戴尔（Oakdale）、里弗班克（Riverbank）和里彭（Ripon）镇以及圣华金山谷的弗雷斯诺（Fresno）附近的里德里（Reedley）、桑格（Sanger）和奥兰治科夫（Orange Cove）镇和外萨利纳斯山谷附近都有小型的阿米什人/门诺人聚居区。
加利福尼亚州最重要的意大利社群在旧金山的北滩区。加利福尼亚州60%的意大利裔美国人来自意大利北部。其他许多群体来自托斯卡纳和西西里。许多意大利人也居住在圣地亚哥，只有小意大利拥有圣地亚哥最大的意大利人群。

### 拉美裔
拉美裔，主要以墨西哥裔美国人为主，构成南加州人口的主要部分，特别是在洛杉矶，以及圣华金谷，墨西哥裔人数众多。洛杉矶市常被认为是美国最大的墨西哥社区。人口普查记录保持了1850年以来的增长，但墨西哥人和墨西哥裔美国人从西班牙殖民时代起就住在加利福尼亚。在20世纪末，居住在加利福尼亚的拉丁美洲人口数量和百分比迅速增加。如今，拉美裔已成为洛杉矶县最大的族群，占该县人口的将近一半。拉美裔主要集中在洛杉矶市中心和长滩北部周边的东部和南部旧郊区、南部/东部圣费尔南多山谷和圣加布里埃尔/波莫纳山谷。他们还集中聚集在阿文、贝克斯菲尔德、德拉诺、艾尔蒙地、丰塔纳、弗雷斯诺、印第奥、拉朋地、安大略、奥克斯纳德、里弗赛德、萨克拉门托、圣贝纳迪诺、圣地亚哥、圣何塞、圣巴巴拉、圣玛丽亚、斯托克顿、瓦莱乔、沃特森维尔和尤巴市。在奥兰治县的圣安娜，拉美裔占人口的75%。附近的安那翰有一半以上的拉美裔，奥兰治县的拉美裔人口占30-35%。
美墨边境上的因皮里尔河谷大约有70-75%的拉美裔；里弗赛德县（Riverside County）和科切拉谷（Coachella Valley）也有许多拉美族裔的聚居社区。中央谷地有许多墨西哥裔美国移民担任农场工人。拉美裔在14个县中占多数：科卢萨、弗雷斯诺、格伦、因皮里尔、克恩、金斯、马德拉、美熹德、蒙特雷、纳帕、圣贝尼托、圣克鲁斯、图莱里和约洛县。
拉美裔至少占旧金山湾区人口的20%。许多人居住在圣马刁，阿拉米达，康特拉科斯塔和圣克拉拉县，还有旧金山。纳帕谷和萨利纳斯谷的拉美裔移民社群主要担任农场工人。圣何塞大约有30-35%的拉丁美洲人，是北加州最大的拉丁美洲社区，米慎区、旧金山和下/西奥克兰有墨西哥和拉美移民建立的社区。东洛杉矶和洛根高地、圣地亚哥的墨西哥裔美国人社区，以及圣华金谷都是奇卡诺和拉丁美洲历史文化中心。
加利福尼亚州的拉美裔人口也是全国最多的。该州大部分拉美裔都有墨西哥血统，是美国墨西哥人口最多的州，约占该州人口的31%。加利福尼亚州人口众多，种类繁多，是中美洲人口最多的地区，美国的萨尔瓦多人尤其多。危地马拉裔美国人在1970年至2010年间以洛杉矶为中心，现在分布在南加州。加州还有许多古巴裔美国人、波多黎各裔美国人、洪都拉斯裔美国人和尼加拉瓜裔美国人，还有智利人、哥伦比亚人、秘鲁人和其他拥有南美血统的人。自1910年以来，洛杉矶拥有美国最大的中美洲社群和最大的墨西哥裔美国人社群。事实上，1900年的人口普查记录显示，洛杉矶市10万居民中有319至619人是“西班牙人”或“墨西哥人”。（见洛杉矶人口统计）。洛杉矶有将近31%的人口是墨西哥人，是美国墨西哥人口最多的城市。
在马里波萨县，有一个非常小的社群，由加州人或西班牙裔美国人组成，他们的身份可以追溯到美国吞并加州之前。霍尼托斯预计有1,000人居住，其中许多人是“加州人”。这个社群中的“西班牙”语裔加州人文化与墨西哥和其他拉丁美洲国家紧密相连。自从1848年成为美国的一部分，1850年成为美国的一个州后，西班牙殖民地/墨西哥/拉丁美洲的影响一直是加州的主要部分。
12,392个伯利兹人居住在加利福尼亚。

### 亚裔美国人
该州拥有着悠久的亚裔美国人社群历史，包括19世纪50年代来的中国人、19世纪80年代来的日本人和一个多世纪之前就来的菲律宾人。上世纪70年代末越南战争结束后，自1965年以来的亚洲移民浪潮带来了更多的中国人、韩国人以及东南亚人。南亚人也是一个快速增长的群体。
截至2010年人口普查，共有17,941,286名受访者声称自己是亚裔美国人和亚裔。在美国，这些受访者中，30.9%生活在加利福尼亚，其中5,556,592名亚裔美国人被计入2010年人口普查。对比2000年的人口普查，有了150万的人口增长，最终亚裔美国人占加州总人口的14.9%。在加利福尼亚州近560万亚裔美国人中，有1,474,707名菲律宾人，1,349,111名中国人，647,589名越南人，590,445名印度人，505,225名韓國人，428,140名日本人，109,928名臺灣人，102,317名柬埔寨人，91,224名苗族人，69,303名老挝人，67,707名泰国人，53,474名巴基斯坦人，39,506名峇里人、苏门答腊人和印度尼西亚人，17,978名缅甸人，11,929名斯里兰卡人，10,494名孟加拉国人，6,231名尼泊尔人，5,595名马来西亚人，4,993名蒙古人，1,513名新加坡人，1,377名琉球人，750不丹人。
菲律宾裔美国人在洛杉矶、萨克拉门托、旧金山、圣地亚哥、圣马刁和索拉诺县尤其众多，在南加州的社区如阿蒂西亚、鲍德温公园、卡森、喜瑞都、科维纳、西科维纳，洛杉矶的鹰岩区也拥有特别多的菲裔。在圣地亚哥附近，许多菲律宾裔居住在米拉梅沙、纳欣诺市和丘拉维斯塔社区。贝克斯菲尔德附近的德拉诺、圣华金山谷的其他城镇、里弗赛德-圣贝纳迪诺的内陆帝国、科切拉谷-因皮里尔谷地区、萨利纳斯、斯托克顿和拉斯罗普以及圣玛丽亚/圣路易斯奥比斯波地区也有大量菲裔美国人。旧金山以南的戴利城有大量菲律宾人，是菲裔美国人口比例最大的城市。截至20世纪80年代，菲律宾人是加州亚裔人口最多的人群。2013年，加州注册护士中有20%是菲律宾人。
在旧金山、奥克兰、东湾、南湾、加州中部海岸、萨克拉门托、圣地亚哥和洛杉矶县的圣加布里埃尔山谷地区，华裔美国人众多。旧金山湾区比美国其他任何一个地区都有更多讲广东话的中国人。墨西哥邻近加利福尼亚州的加利西哥边境社区和墨西加利也拥有大量的美籍华裔，即拥有中国血统的美国人和墨西哥人。在圣哈辛托山谷、埃尔西诺湖和维克多维尔也有较小的华人社区。
南加州可能是美国最大的台湾华裔社区，特别是在圣加布里埃尔山谷（即沃尔纳特和钻石吧）、普安那公园、喜瑞都、西科维纳、尔湾、南湾社区、洛杉矶和南奥兰治县。许多来自中国的少数民族也居住在加利福尼亚州，例如，有藏族、蒙古族和维吾尔族美国人集中在旧金山、奥克兰、圣何塞、奥兰治县和洛杉矶/长滩地区。
在洛杉矶的韩国城地区、东部圣加布里埃尔山谷、圣费尔南多山谷、塞里托斯/长滩、南湾、洛杉矶、北部奥兰治县和圣地亚哥地区都有大型韩裔美国人社区。在旧金山湾区还有大量的韩裔美国人，在郊区的内陆帝国地区，韩国人的数量也在增长，这些城市包括奇诺山、科罗纳、沙漠温泉和圣贝纳迪诺以南的罗马琳达。自1990年以来，韩裔美国人和非裔美国人在洛杉矶地区向西、向北迁移。
南湾地区和小东京有庞大的日裔美国人社区。日裔美国人也集中在旧金山和海湾地区、圣何塞、萨利纳斯山谷和圣克鲁斯县；在萨克拉门托、弗雷斯诺、贝克斯菲尔德、安那翰、圣地亚哥、圣贝纳迪诺、圣巴巴拉和斯托克顿地区还有较小的社区。尽管在该州有日货商店、媒体机构和餐馆，但在二战期间日裔美国人被迫迁移期间，大多数“小东京人”和“日本人”被疏散（见对日裔美国人的囚禁）。因此，大多数城市地区的日裔美国人并不居住在历史悠久的日本社区。
加利福尼亚州是美国东南亚人口最多的地区，主要集中在洛杉矶长滩、萨克拉门托和弗雷斯诺地区。这包括苗族和越南人，包括中国越南人。长滩是美国最大的柬裔美国人社区之一。邻近的西敏和加登格罗夫是越南以外最大的越裔美国人社区，常被称为“小西贡”。越南和柬埔寨移民也定居在旧金山湾区，特别集中在圣何塞、圣克拉拉和森尼维尔，人群遍布圣华金谷和圣地亚哥。
超过6,000名老挝裔美国人居住在弗雷斯诺地区，其中包括一个规模更大的美国苗族社区，是该地区第二大的族裔社区。自越南战争（1975-79）结束以来，加州中央谷地和北加州的其他苗族移民地发展起来。
加利福尼亚州还有一个超过25万人的泰裔美国人社区，集中在南加州，在内陆帝国地区的佩里斯和班宁有小型的泰裔和东南亚社区。洛杉矶是泰国以外泰国人口最多的地方，也是世界上第一个泰国城的所在地。大约15万印尼人居住在南加州，主要在洛杉矶和圣地亚哥地区。
加利福尼亚是美国印度裔人口最多的地区。许多人居住在洛杉矶大都会区、圣地亚哥和旧金山湾区。洛杉矶的阿蒂西亚和喜瑞都郊区有大型印度人社区。圣何塞、弗里蒙特和其他硅谷城市有许多印度裔美国人受雇于高科技行业。许多印度人居住在中央山谷城市，如斯托克顿、贝克斯菲尔德、弗雷斯诺、尤巴城和因皮里尔山谷。加利福尼亚州的大多数南亚人是印度裔美国人，但也有巴基斯坦裔美国人、孟加拉裔美国人和斯里兰卡裔美国人（见僧伽罗人和泰米尔人），特别是集中在洛杉矶地区的圣加布里埃尔谷（科维纳谷）。
超过50,000名阿富汗裔美国人主要集中在东海湾的阿拉米达县及其弗雷蒙特和海沃德社区；阿富汗人遍布在整个州（尤其是奥兰治县和文图拉县）。

### 太平洋岛原住民
该州有15万居民拥有太平洋岛原住民血统。大多数（8万人）是夏威夷原住民，可追溯为波利尼西亚血统；许多人也有亚洲、欧洲或其他族裔血统。还有25,000名美属萨摩亚人，最初来自美属萨摩亚或西萨摩亚。大多数居民居住在长滩和洛杉矶郊区的卡森、阿特西亚、塞里托斯、雷东多海滩、欧申赛德和阿普兰。来自关岛和北马里亚纳群岛的大约10,000名查莫罗人居住在北加州，那里有美国大陆最大的密克罗尼西亚社区。估计有10,000名来自法属波利尼西亚的塔希提人居住在南加州。
南加利福尼亚州也有许多帕劳人，特别是在圣地亚哥地区，包括维斯塔。在2010年美国人口普查中，仅维斯塔就只有677人。帕劳族人通常也有马来、印尼、密克罗尼西亚、美拉尼西亚、日本和其他东亚血统。许多楚克人居住在圣地亚哥，而楚克岛上最初的定居者是西班牙人和德国人，但现在大多数楚克人是日本人和韩国人，还有部分菲律宾人和中国人，最后是美国移民的到来。许多人来到欧申赛德是因为城市周围有军事设施，那里有最古老的波利尼西亚或太平洋岛民社区。

### 中东/北非裔美国人
该州还有715,000多名阿拉伯裔美国人，在阿拉米达、弗雷斯诺、因皮里尔、克恩、洛杉矶（该州大部分）、奥兰治、圣贝纳迪诺、圣地亚哥、萨克拉门托和斯坦尼斯劳斯等县都有大型社区。他们来自阿拉伯和中东国家，最多的是加沙和西岸（见巴勒斯坦裔美国人），其次是叙利亚（见叙利亚裔美国人）和黎巴嫩（估计310万（见黎巴嫩裔美国人）人中约有一半生活在加利福尼亚）、阿尔及利亚、巴林、埃及、伊拉克、约旦、科威特、利比亚，摩洛哥、阿曼、卡塔尔、沙特阿拉伯、突尼斯、阿拉伯联合酋长国和也门。自20世纪20年代以来，阿拉伯人一直居住在加利福尼亚州，尤其是小阿拉伯地区（加利福尼亚州安那翰）和圣地亚哥地区的奥兰治县。
大约50万伊朗裔美国人居住在南加州，约20%的人口聚集在贝弗利山。圣费尔南多山谷、奥兰治县、圣地亚哥和圣华金山谷的伊朗裔美国人社区也很繁荣。上世纪70年代末亲美的伊朗沙阿政权下台后，大多数伊朗裔美国人移入。
还有大量亚述人/迦勒底人后裔居住在中央谷地，在莫德斯托、锡里斯和特洛克以及整个中央海岸和加利福尼亚沙漠（即科切拉和因皮里尔山谷）都有大型社区。圣地亚哥是美国最大的迦勒底移民集中地之一。
约20,000名以色列裔美国人居住在加利福尼亚州，大多数居住在南加州的洛杉矶和圣地亚哥地区，他们也主要居住在北加州的旧金山地区。黎巴嫩的德鲁兹人在洛杉矶和旧金山都形成了中等规模的社区。
加州也是60万亚美尼亚裔美国人的家园，许多人居住在洛杉矶北部的格伦代尔，在弗雷斯诺还有庞大的社区。截至1988年，加州约有50万亚美尼亚人，其中一半以上居住在大洛杉矶地区。
土耳其裔美国人和阿塞拜疆裔美国人在洛杉矶和旧金山形成中等规模的社区。该州的安那翰还有小型的切尔克斯裔美国人社区，那里有2,000多名该族裔居民。加利福尼亚州也是拥有美国第三多的希腊裔美国人口，仅次于纽约和马萨诸塞州。

### 非裔美国人
截至2010年，加州有230万非裔美国人，是美国西部各州黑人或非裔美国人最多的州，也是美国黑人人口第五多的州。拥有最多非裔美国人、历史上曾是黑人文化中心的城市包括（该州11个最大的城市）：康普顿、英格伍德、长滩、洛杉矶、奥克兰、列治文、里弗赛德、萨克拉门托、圣贝纳迪诺、圣地亚哥和瓦列霍。
该州还有许多其他城镇拥有相当数量的非裔美国人。其中包括：
北部：伯克利、都柏林、东帕罗奥图、埃默里维尔、费尔菲尔德、海沃德、马林市、皮蒙特、圣利安卓和休森市。
中央：贝克斯菲尔德、弗雷斯诺、金斯-图拉郡、美熹德、莫德斯托和斯托克顿。
南部：阿德兰托、阿尔塔德纳、苹果谷、加利福尼亚城、卡森、科罗纳、沙漠温泉、方塔纳、加迪纳、霍桑、莱克伍德、兰开斯特、林伍德、莫雷诺谷、纳雄耐尔城、欧申赛德、棕榈谷、棕榈泉、帕萨迪纳、佩里斯、波莫纳、里亚托、二十九棕榈和维克多维尔。